# Polisportiva L'Aquila Rugby 2001-2002

## Super 10 2001-02

### Stagione regolare
| Incontro                     | Andata | Ritorno |
| ---------------------------- | ------ | ------- |
| Petrarca — L'Aquila          | 47-7   | 25-18   |
| L'Aquila — Benetton          | 17-23  | 10-42   |
| GRAN Parma — L'Aquila        | 23-17  | 25-39   |
| Bologna — L'Aquila           | 16-23  | 23-28   |
| L'Aquila — Amat. & Calvisano | 19-15  | 27-43   |
| Parma — L'Aquila             | 32-25  | 35-15   |
| L'Aquila — Rugby Roma        | 28-11  | 27-32   |
| L'Aquila — Rovigo            | 62-28  | 24-32   |
| Viadana — L'Aquila           | 41-10  | 12-23   |

#### Risultati della stagione regolare
| Posizione | G  | V | N | P  | PF  | PS  | DP  | B | Pt |
| --------- | -- | - | - | -- | --- | --- | --- | - | -- |
| 6ª        | 18 | 7 | 0 | 11 | 419 | 505 | -86 | 9 | 37 |

## European Challenge Cup 2001-02

### Prima fase
| Incontro                | Andata | Ritorno |
| ----------------------- | ------ | ------- |
| L'Aquila — Valladolid   | 25-14  | 14-10   |
| London Irish — L'Aquila | 48-12  | 8-32    |
| L'Aquila — Dax          | 29-41  | 19-94   |

#### Risultati della prima fase
| Posizione | G | V | N | P | PF  | PS  | DP   | Pt |
| --------- | - | - | - | - | --- | --- | ---- | -- |
| 3ª        | 6 | 2 | 0 | 4 | 107 | 239 | -132 | 4  |

## Verdetti
- L'Aquila qualificata alla European Challenge Cup 2002-03.